# 20740 Sémery
20740 Sémery (tên chỉ định: 1999 XB228) là một tiểu hành tinh vành đai chính. Nó được khám phá thông qua Chương trình nghiên cứu đối tượng gần Trái Đất của đài thiên văn Lowell ở Anderson Mesa Station ở Coconino County, Arizona, ngày 13 tháng 12 năm 1999. Nó được đặt theo tên Alain Sémery, an engineer ở Đài thiên văn Paris.